# Clube Atlético Mineiro
Atlético Mineiro je brazilski nogometni klub iz Belo Horizontea u Minas Geraisu. Osnovan je 25. ožujka 1908. godine. Nadimak kluba je Galo, portugalski za pijetla. Klub igra u prvoj brazilskoj ligi.

## Trofeji
Međunarodni
- Copa Libertadores

pobjednici (1): 2013.
- Copa CONMEBOL

pobjednici (2):  1992., 1997. (rekord)
- Recopa Sudamericana

pobjednici (1): 2014.
Nacionalni
- Campeonato Brasileiro Série A

pobjednici (3): 1937., 1971., 2021.
- Copa dos Campeões (CBD)[1]

pobjednici (1): 1978.
- Série B

pobjednici (1): 2006.

Regionalni
- Campeonato Mineiro:[2]

pobjednici (49): 1915., 1926., 1927., 1931., 1932., 1936., 1938., 1939., 1941., 1942., 1946., 1947., 1949., 1950., 1952., 1953., 1954., 1955., 1956., 1958., 1960., 1962., 1963., 1970., 1976., 1978., 1979., 1980., 1981., 1982., 1983., 1985., 1986., 1988., 1989., 1991., 1995., 1999., 2000., 2007., 2010., 2012., 2013., 2015., 2017., 2020., 2021., 2022., 2023., 2024.
- Taça Minas Gerais[3]

pobjednici (5): 1975., 1976., 1979., 1986., 1987.
- Taça Belo Horizonte[4]

pobjednici (3): 1970., 1971., 1972.

## Vanjske poveznice
- (portugalski) Službene stranice